# Poitiers
Poitiers é uma cidade localizada no centro-oeste da França às margens do Rio Clain. O nome da cidade é derivado do romano Pictávio (em latim: Pictavium), o que acredita-se ser derivado da tribo celta que habitava a região, os pictões. Antes do período romano, era conhecida também como Lemono (em latim: Lemonum).
Poitiers é a capital do departamento de Vienne na região Nova Aquitânia e  possui 85.800 habitantes (2004), com densidade demográfica de 2.037 habitantes/km².

## História

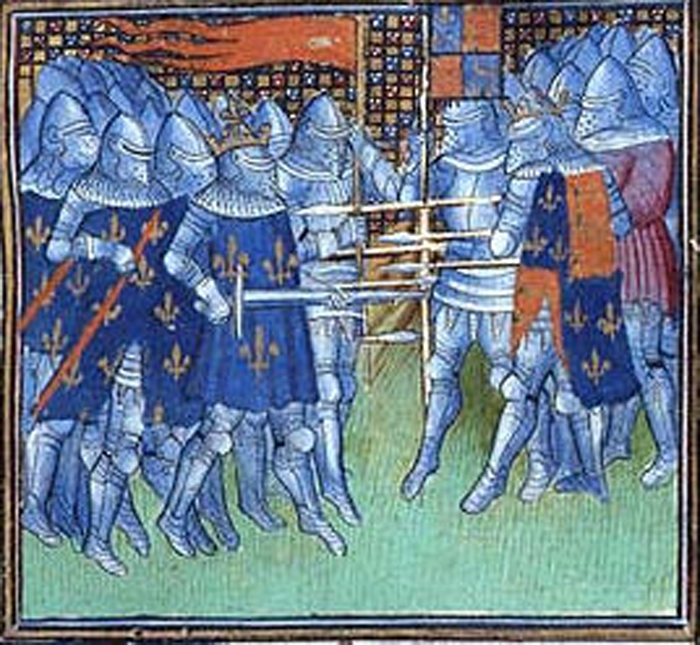
Batalha de Poitiers.

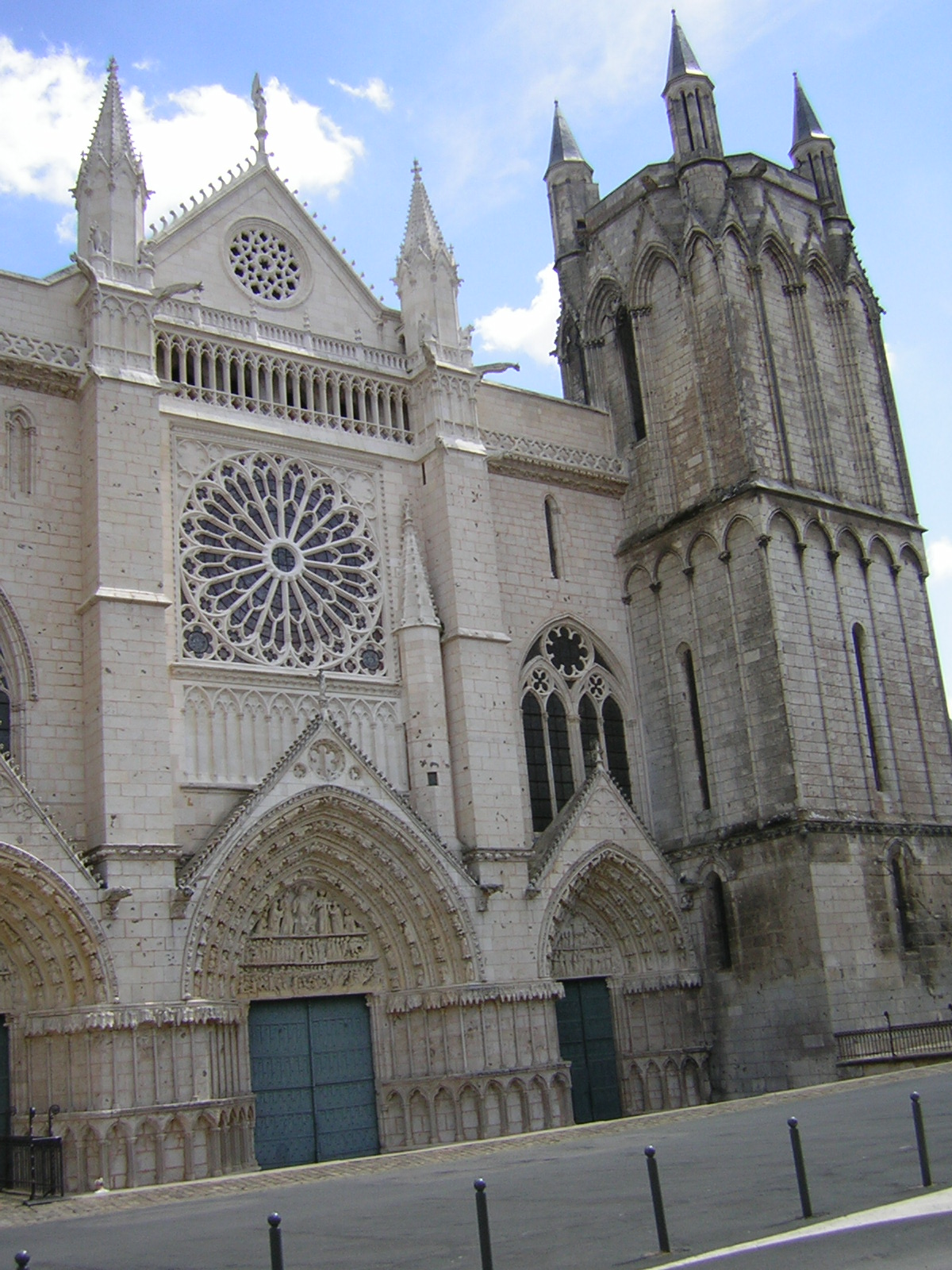
Catedral de Saint-Pierre de Poitiers

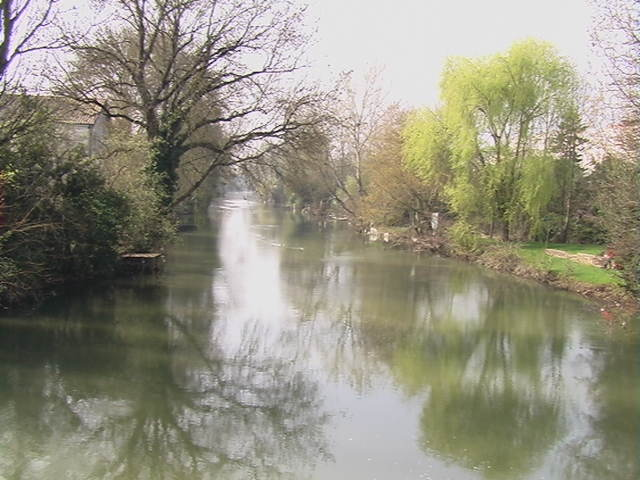
Rio Clain

A Batalha de Poitiers ocorreu em 19 de setembro de 1356, durante a Guerra dos Cem Anos. 
Porém, a batalha mais conhecida de Poitiers foi em 732, quando Charles Martel (possuía esse estranho apelido por causa de sua ferocidade no combate: ele literalmente martelava a cabeça de seus oponentes) expulsou os sarracenos (mouros), banindo-os definitivamente do território francês. A batalha foi importante não só para a proteção da França contra a invasão dos sarracenos, mas foi igualmente importante para a descendência real francesa: os merovíngios, descendentes do rei franco Clóvis, caíram e, em seu lugar, assumiram os carolíngios (de Carlos Magno). O primeiro grande carolíngio conhecido seria Pepino, neto de Charles Martele avô de Carlos Magno.
Vale lembrar também que Carlos Magno, coroado em 800, comandou também incursões contra os sarracenos no sul da França. Numa dessas incursões, perdeu um de seus familiares, preso numa emboscada nos Pirenéus. Esse acontecimento inspirou a tão famosa "Chanson de Roland" (canção de Roland).
Foi também em Poitiers que, durante a Guerra dos Cem Anos, ocorreu o julgamento de Joana d'Arc, que decretou sua pena. Ela acabou por ser queimada viva. 
Carlos VII de França fundou a Universidade de Poitiers em 1432.
Poitiers foi a capital de Poitou, antiga província francesa governada pelos Condes de Poitiers.
Hoje em dia, a Universidade de Poitiers abriga um campus de ciências sociais do Instituto de Ciências Políticas de Paris voltado para a América Latina ("Institut de Sciences Politiques de Poitiers"). Lá, ensina-se português, francês, espanhol e inglês, além dos alunos aprenderem noções específicas sobre Direito Internacional e Europeu, Economia, Relações Internacionais e noções culturais de cada país. A universidade aposta na diversidade cultural de seus alunos para manter sua excelência. Pelo fato dessa miscigenação cultural, a cidade que antes não tinha muita coisa, voltou sua atividade para o estilo de vida dos jovens, adquirindo uma vida boêmia que antes não havia.
A língua portuguesa é ensinada tanto na Universidade de Poitiers (que possui o segundo mais antigo departamento da França) quanto no campus do Instituto de ciências políticas (Sciences PO)    

## Filhos da terra
Poitiers é a cidade natal de:
- Hilário de Poitiers (300-368), bispo e Padre da Igreja
- Michel Foucault (1926-1984), filosofo e professor
- Jean-Pierre Thiollet (1956-), escritor
- Cyril Pedrosa (1972-), desenhador lusodescendente de banda desenhada
- Brian Joubert (1984-), esportista da patinação
- Simon Pagenaud (1984-), automobilista, campeão da IndyCar Series 2016